# Estação Nau Vitória
Nau Vitória é uma estação do Metro do Porto, situada na freguesia de Campanhã, na cidade do Porto. Fica situada próxima da Estrada da Circunvalação na zona do Centro Comercial Parque Nascente.

Nos planos de construção da linha F, a estação de Nau Vitória teria como função servir o bairro São João de Deus, mas este entretanto foi demolido em 2008 e a ideia da estação atualmente é servir a Rua da Nau Vitória.